# Hélice (aeronáutica)
Diferentes configurações de hélices.
Hélice aeronáutica é a responsável por converter o movimento rotativo de um motor aeronáutico ou outra fonte mecânica em propulsão. É composta de um cubo motorizado, que é ligado a várias pás no formato de um aerofólio, de forma que toda a hélice gire em um eixo longitudinal. O passo da hélice pode ser fixo, ajustável (em solo) ou variável, do tipo velocidade constante.
A hélice é ligada a uma fonte de potência por um eixo diretamente ou, em projetos maiores, através de uma caixa de redução.
A maior parte das hélices instaladas nos primeiros aviões eram fabricadas à mão a partir de madeira sólida ou laminada, enquanto que a construção em metal se tornou comum mais tarde. Mais recentemente, hélices de materiais compósitos vem sendo amplamente utilizadas.
As hélices podem ser utilizadas apenas em velocidades subsônicas, em velocidades de no máximo 770 km/h, pois nesta velocidade as pontas das pás da hélice começa a ficar em velocidade supersônica causando ondas de choque, ocasionando maior arrasto e outras dificuldades mecânicas.

## História

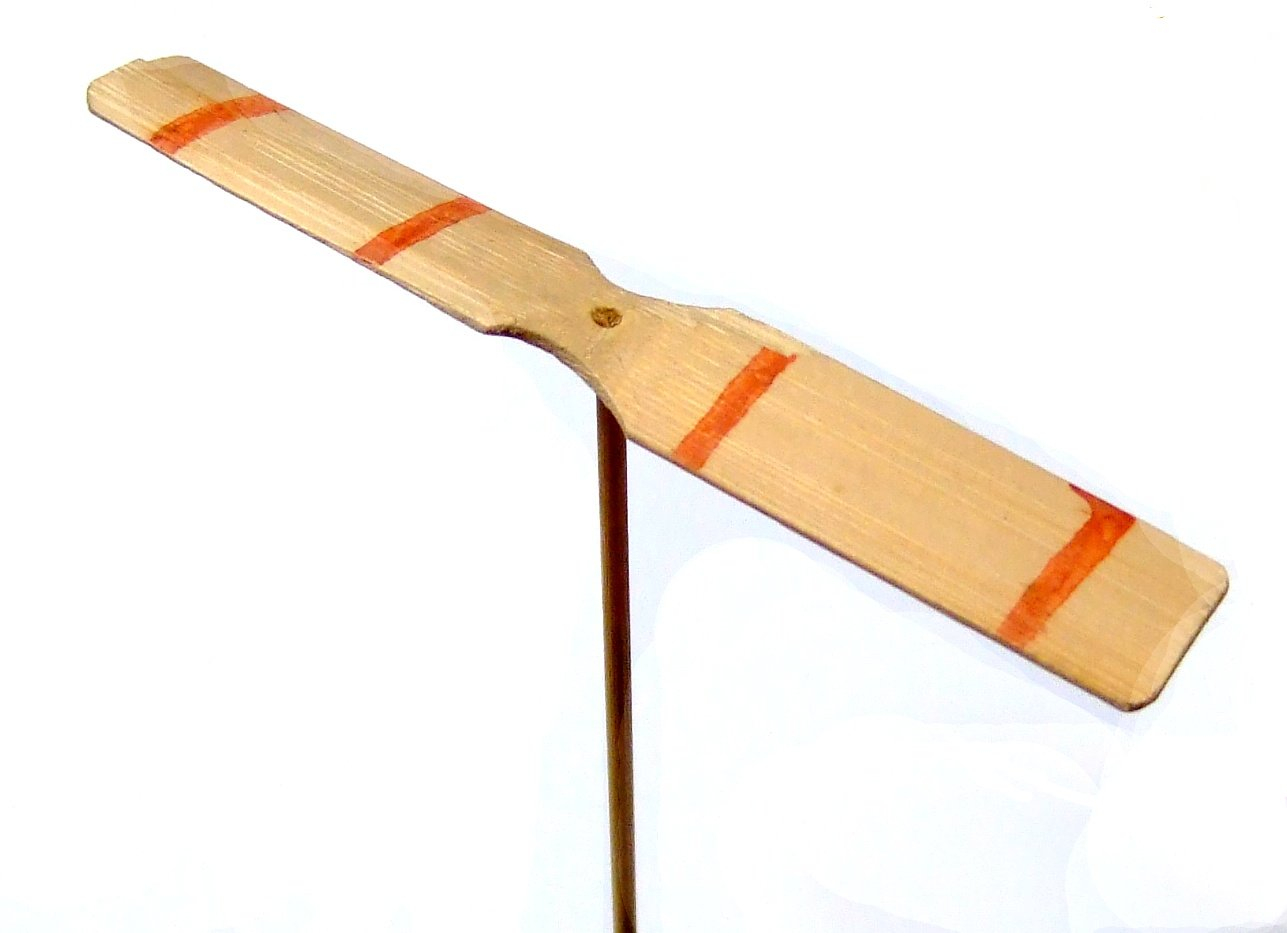
Um bambu-cóptero taketombo japonês decorado

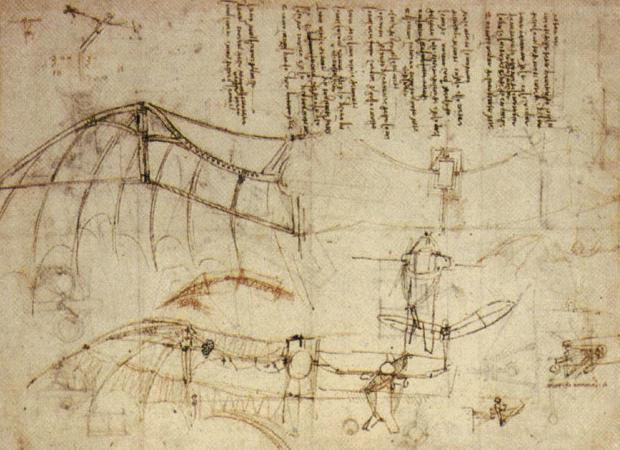
Aeroplano e...

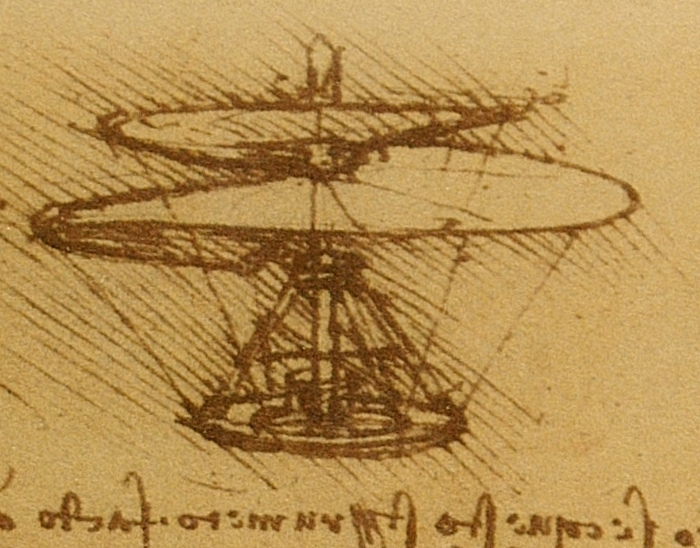
...Helicóptero de Leonardo da Vinci.

As primeiras referências de voo vertical vieram da China. Cerca de 400 AC, crianças chinesas brincavam com brinquedos de bambu voadores. Este "bambucóptero" voa ao girar o palito ligado a um rotor com a mão. O giro do rotor gera sustentação e o brinquedo voa quando solto. O livro taoista do quarto século DC Baopuzi por Ge Hong (抱朴子 "O mestre que abraça a simplicidade") descreve algumas das ideias referentes a aeronaves de asas rotativas.
Projetos similares a esse brinquedo chinês apareceram em pinturas renascentistas e outros trabalhos.
No início da década de 1480, Leonardo da Vinci criou um projeto de uma máquina voadora. Suas notas sugerem que construiu pequenos modelos voadores, mas não havia uma forma de parar o rotor. Com o conhecimento tecnológico avançando e se tornando mais aceito, homens continuaram a perseguir a ideia de um voo vertical. Muitos dos modelos posteriores lembram muito o brinquedo de bambu com asas giratórias, ao invés da máquina de Leonardo.
Em Julho de 1754, o russo Mikhail Lomonosov desenvolveu um modelo parecido com o chinês, mas potencializado por uma mola  e demonstrou à Academia de Ciências da Rússia. Foi sugerido como um método de levar instrumentos meteorológicos a voo. Em 1783, Christian de Launoy e seu mecânico, Bienvenu, usaram um modelo similar ao de bambu que consistia de penas contra-rotativas de peru como pás do rotor e em 1784, demonstrou para a Académie des Sciences. Um dirigível foi descrito por Jean Baptiste Meusnier, apresentado em 1783. Os desenhos mostravam uma aeronave de 260 ft (79,2 m) com pequenos balões internos que podiam ser usados para regular a sustentação. O dirigível foi projetado para conter três hélices. Em 1784, Jean-Pierre Blanchard equipou um balão com uma hélice manual, sendo considerado o primeiro meio de propulsão carregado. George Cayley, influenciado por uma fascinação desde criança com o brinquedo chinês, desenvolveu um modelo com penas, simular ao de Launoy e Bienvenu, mas com elásticos. Ao final do século, ele havia progredido ao usar folhas de lata nas pás da hélice e molas como propulsoras. Seus escritos acerca de suas experiências e modelos seria influência nos pioneiros da aviação que seguiriam.

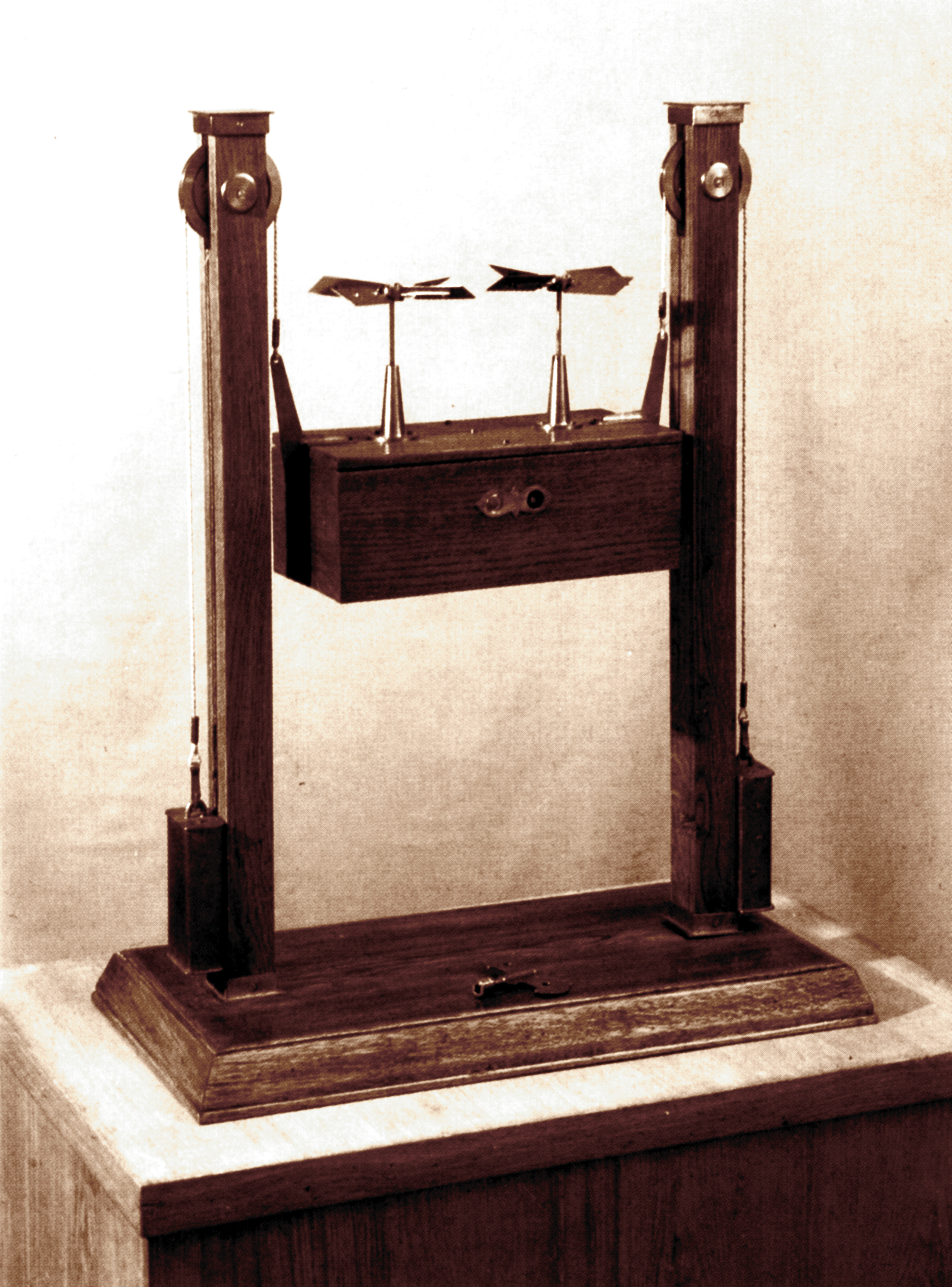
Protótipo criado por M. Lomonosov, 1754

William Bland enviou desenhos de seu "Atmotic Airship" para a Grande Exposição de Londres em 1851, onde um modelo foi exibido. Era um balão alongado com um motor a vapor girando duas hélices suspensas sob o balão. Alphonse Pénaud desenvolveu helicóptero de brinquedo em 1870, que também utilizavam elásticos. Em 1872 Dupuy de Lome lançou um grande balão navegável, que possuía uma grande hélice girada por oito homens. Hiram Maxim construiu uma máquina que pesava 3,5 toneladas, com uma envergadura de 34 metros e motorizada por dois motores a vapor de 360 hp (270 kW) girando duas hélices. Em 1894, sua máquina foi testada com trilhos para prevenir sua decolagem. Este teste demonstrou que tinha sustentação suficiente para decolar. Um dos brinquedos de Pénaud, dado como um presente por seu pai, inspirou os Irmãos Wright a perseguirem o sonho de voar. O formato da hélice de um aerofólio torcido foi criado pelos Irmãos Wright. Enquanto alguns engenheiros anteriores tentaram modelar hélices aeronáuticas iguais às hélices marítimas, mas os irmãos Wright perceberam que a hélice é essencialmente igual a uma asa, e foram capazes de usar dados de experiências anteriores em túneis de vento, introduzindo uma torção ao longo das pás. Isso era necessário para manter um ângulo de ataque mais uniforme da pá ao longo de seu comprimento. Sua hélice original tinha uma eficiência de cerca de 82%, comparado a eficiência de 90% das hélices modernas.
Mogno era a madeira preferida para construção de hélices durante a Primeira Guerra Mundial, mas a falta deste material durante a guerra fez com fossem usados também madeira de nogueira, carvalho, cerejeira e freixo. Alberto Santos Dumont foi outro pioneiro, desenhando hélices antes dos Irmãos Wright (apesar de menos eficientes) para seu dirigível. Ele aplicou o conhecimento que adquiriu com dirigíveis para fazer uma hélice com um eixo de aço e pás de alumínio para seu biplano 14-bis em 1906. Alguns de seus projetos usaram folhas dobradas de alumínio nas pás, criando um formato de aerofólio. Elas eram pouco arqueadas e pela falta da torção ao longo de seu comprimento, a fazia menos eficiente que as hélices de Wright. Mesmo assim, este foi o primeiro uso de alumínio na construção de uma hélice. Originalmente, um aerofólio giratório atrás da aeronave, que a empurra, era chamada de hélice, enquanto a que puxava a aeronave a partir da parte frontal, era tração. Mais tarde, o termo "impulsor" foi adotado para o dispositivo montado na traseira em contraste com a configuração por tração e ambos ficaram conhecidos como hélices. A compreensão da aerodinâmica das hélices de baixa velocidade estava relativamente completa na década de 1920, mas requisitos posteriores de lidar com uma força maior em um diâmetro menor tornaram o problema mais complexo.

## Teoria e desenho de hélices aeronáuticas
Uma hélice bem desenhada tem uma eficiência de cerca de 80% quando operando em seu melhor regime. A eficiência da hélice é influenciada pelo ângulo de ataque (α). Isto é definido como α = Φ - θ, onde θ é o ângulo helicoidal (o ângulo entre a velocidade relativa resultante e a direção de rotação da pá) e Φ é o ângulo do passo da pá. Passos e ângulos helicoidais muito pequenos fornecem um bom desempenho contra resistência, mas fornecem um baixo empuxo, enquanto ângulos maiores têm o efeito oposto. O melhor ângulo helicoidal é quando a pá está agindo como uma asa, fornecendo muito mais sustentação do que arrasto. O ângulo de ataque é similar a razão de avanço para as hélices.
A eficiência mecânica de uma hélice é determinada por
{\displaystyle \eta ={\frac {\hbox{potência de propulsão fornecida}}{\hbox{potência do eixo recebida}}}={\frac {{\hbox{empuxo}}\cdot {\hbox{velocidade axial}}}{{\hbox{torque de resistência}}\cdot {\hbox{velocidade rotacional}}}}.}
Hélices são similares a um aerofólio como de uma asa de baixa arrasto, e como tal, são ruins quando não estão operando em seu ângulo de ataque ótimo. Desta forma, algumas hélices usam um mecanismo de passo variável para alterar o passo das hélices a medida que a velocidade do motor e da aeronave são alteradas.

Hélice de um ATR 72 em voo

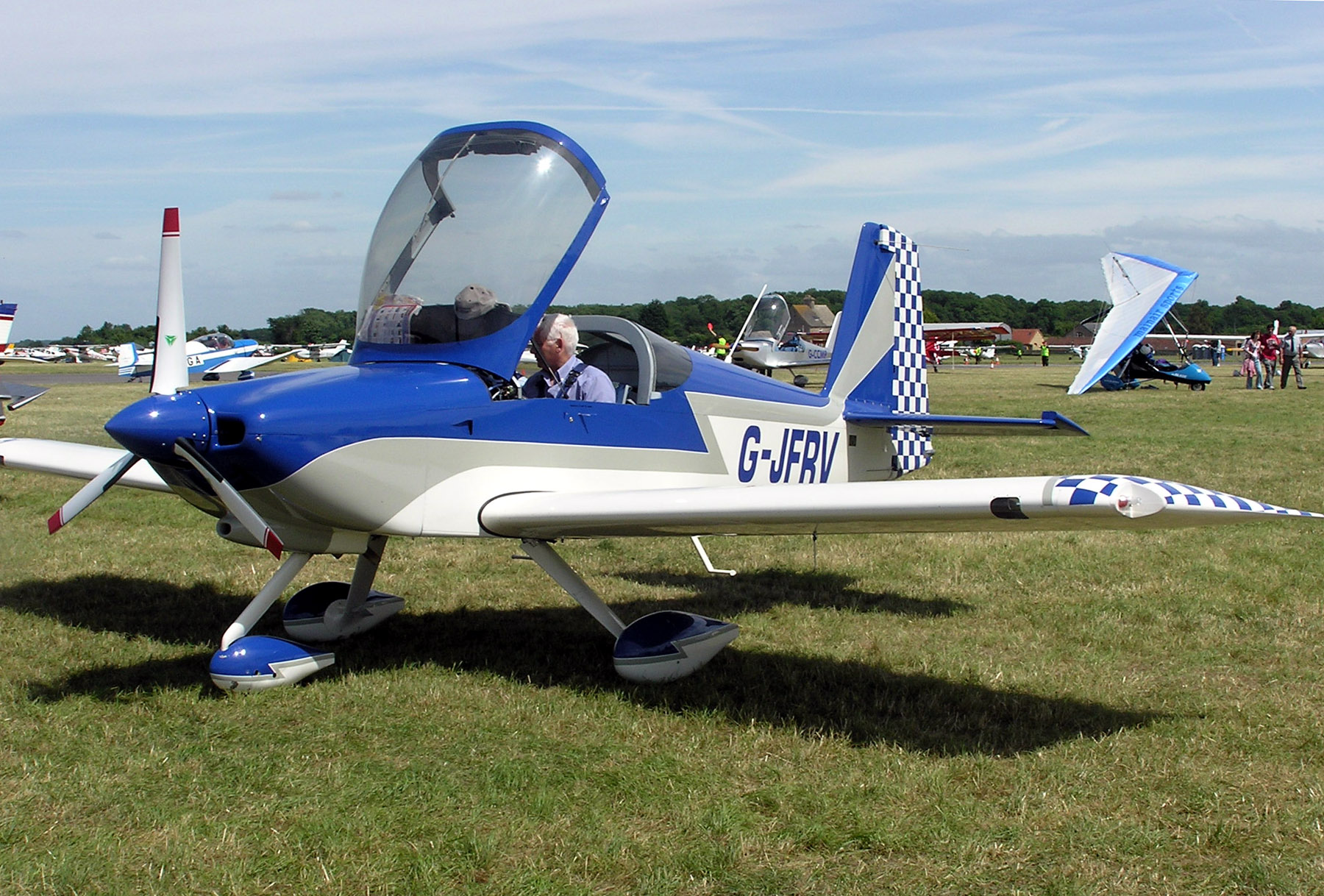
Hélice tripá de uma aeronave leve: o Van's Aircraft RV-7.

Rotores de um helicóptero Bell 430.

Outra consideração é o número e formato das pás a serem usadas. Ao aumentar o alongamento das pás, o arrasto é reduzido, mas a quantidade de empuxo produzido depende da área da pá. Assim sendo, pás projetadas desta forma podem formar uma hélice de diâmetro excessivo. Outro balanceamento que deve ser percebido é que usar uma menor quantidade de pás reduz a interferência entre as pás, mas para ter área suficiente para fornecer um bom empuxo com poucas pás, significa ter uma hélice de grande diâmetro. Ao aumentar o número de pás, diminui também a quantidade de trabalho que cada pá irá efetuar, limitando o Número Mach local - um limitante de desempenho significativo em hélices.
O desempenho de uma hélice diminui a medida que a pá se aproxima de velocidades transônicas. Como o ar relativo em qualquer seção de uma hélice é a soma vetorial da velocidade da aeronave e da velocidade tangencial devido à rotação, a ponta da pá de uma hélice irá atingir uma velocidade transônica muito antes que a aeronave atinja. Quando o fluxo de ar sobre a ponta atinge uma velocidade crítica, o arrasto e a resistência ao torque aumentam rapidamente e ondas de choque se formam criando um rápido aumento no ruído. Aeronaves com hélices convencionais, por esta razão, comumente não voam mais rápido do que Mach 0.6. Existem aeronaves a hélice que atingiram a velocidade de Mach 0.8, mas a baixa eficiência da hélice nesta velocidade faz com que sejam aplicações raras.
Foram feitos alguns esforços para desenvolver hélices para aeronaves em velocidades subsônicas. A "correção" é similar ao desenho de uma asa transônica. A velocidade máxima relativa é mantida o mais baixo possível por controlar cuidadosamente o passo para permitir às pás terem ângulos helicoidais maiores; seções finas nas pás são usadas e um formato como de uma Cimitarra, em conjunto com um grande número de pás usadas para reduzir o trabalho por pá e consequente força; é utilizada então a contra-rotação. As aeronaves que utilizam este desenho são mais eficientes que os motores turbofan e sua velocidade de cruzeiro (Mach 0.7–0.85) é adequada para aviões comerciais, mas o ruído gerado é tremendo (alguns exemplos são o Antonov An-70 e o Tupolev Tu-95).

### Forças agindo em uma hélice

Turboélice.

Cinco forças agem nas pás da hélice de uma aeronave em movimento. Algumas dessas forças podem contrabalancear outras, reduzindo o estresse mecânico geral.
Força de flexão de empuxo
Cargas de empuxo nas pás, em reação à força empurrando o ar para trás, agem para flexionar as pás para frente. As pás então são normalmente colocadas para frente, de forma que a força centrífuga da rotação age para as flexionar para trás, balanceando os efeitos de flexão
Forças de torção centrífugas e aerodinâmicas
Uma força de torção centrífuga ocorre por qualquer objeto que gire de forma assimétrica. Na hélice, ela age ao torcer as pás da hélice para outro passo. O centro de pressão aerodinâmico é então comumente organizado um pouco para frente da sua linha central mecânica, criando um momento de torção para frente em direção ao passo largo e contrariando o momento centrífugo. Entretanto, em um mergulho em alta velocidade, a força aerodinâmica pode mudar significativamente e os momentos podem se desbalancear.
Força centrífuga
A força sentida pelas pás agindo para tirar elas do cubo quando girando. Pode ser utilizado para contrabalancear a força de torção, como descrito acima.
Força de flexão de torque
A resistência do ar agindo contra as pás, combinado com efeitos inerciais, faz com que as pás da hélice torçam na direção oposta da rotação.

### Pás de hélice curvas
Desde a década de 1940, hélices e propfans com pontas curvadas ou pás no formato cimitarra têm sido estudadas para uso em aeronaves de alta velocidade, para atrasar a formação de ondas de choque, de maneira similar a asas enflechadas, onde a ponta da pá se aproxima a velocidade do som. A aeronave de transporte turboélice Airbus A400M inaugurou este formato: note que não é um propfan pois as hélices não são montadas diretamente no eixo do motor, mas através de caixas de redução.

## Hélice de passo fixo
As hélices de passo fixo, foram as primeiras utilizadas na aviação. Esse tipo de hélice tem a vantagem de ser de produção mais simples a um menor custo, normalmente são mais leves e requererem menos manutenção. No entanto, devido à menor flexibilidade operacional, elas não apresentam bom desempenho em todas as faixas de operação. Cabe aos projetistas definirem as necessidades operacionais em todas as faixas de operação críticas, como tração na decolagem ou eficiência em voo, e considerando isso, projetar, ou escolher, a hélice que melhor se encaixe nestes aspectos.

## Variação do passo
O propósito de variar o passo de uma hélice é manter um ângulo de ataque ótimo para as pás da hélice, dando o maior eficiência em vários regimes de voo.

### Passo variável

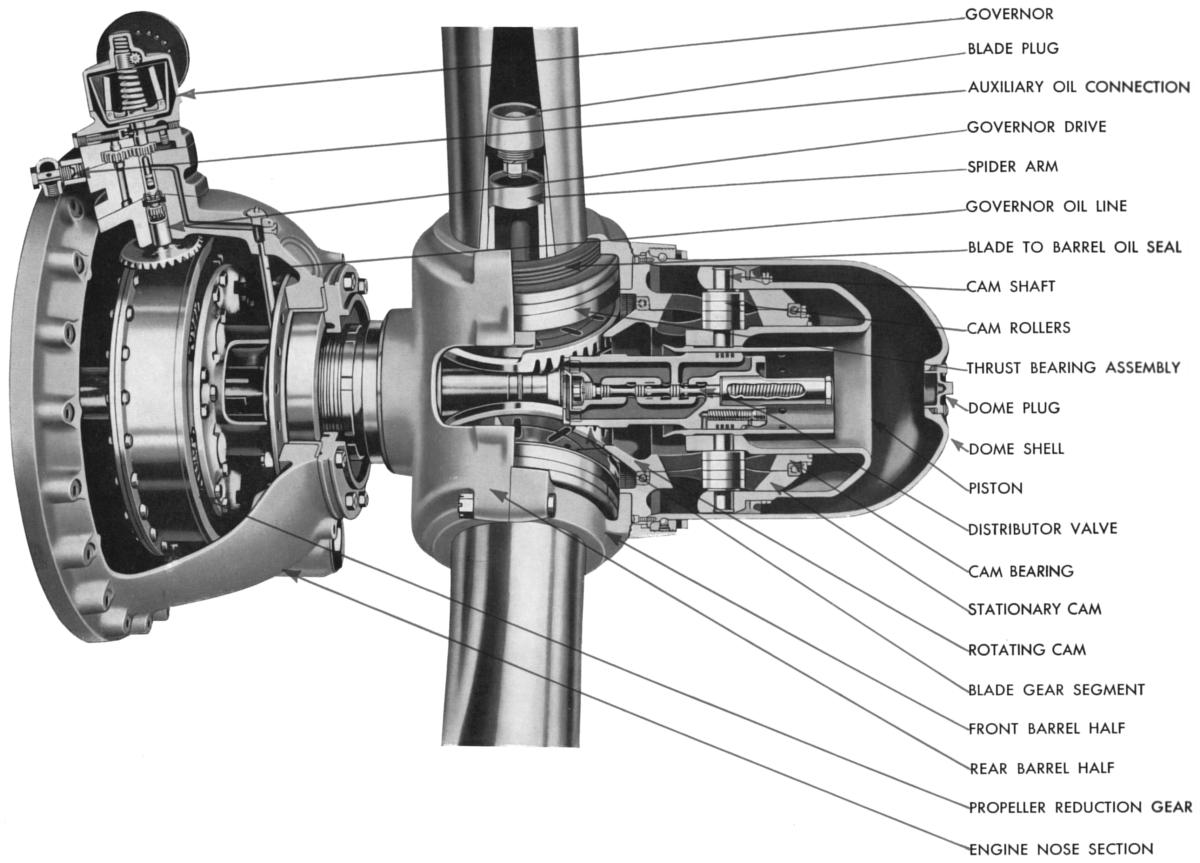
Visão cortada de uma hélice Hamilton Standard. Este tipo de hélice de velocidade constante foi usado em muitos caças, bombardeiros e aeronaves de transporte da Força Aérea dos Estados Unidos durante a Segunda Guerra Mundial

Os primeiros sistemas de controle de passo eram operados pelo piloto, seja por um pequeno número de posições predefinidas ou continuamente variável.
Após a Primeira Guerra Mundial, hélices automáticas foram desenvolvidas para manter um ângulo de ataque ótimo. Isto era feito ao balancear o momento de torção centrípeta nas pás e colocar contrapesos contra uma mola e as forças aerodinâmicas na pá. As hélices automáticas tem a vantagem de serem simples, leves e não precisam de um controle externo, mas era difícil compatibilizar o desempenho da hélice com cada motor aeronáutico existente.
Algumas aeronaves leves modernas e aeronaves de construção caseira avançadas tem hélices de passo variável. Estes tendem a ser operados eletricamente, por computador ou manualmente. Existe também o V-Prop, que se auto-governa.
Uma versão mais simples foi a hélice de passo variável a mola com "duas velocidades", que era selecionada para decolagem e então alterada uma vez em cruzeiro, permanecendo até o final do voo. Uma versão ainda mais simples é a hélice com passo ajustável, que pode ser ajustada no solo, mas se torna uma hélice de passo fixo uma vez que inicia o voo.

### Velocidade constante
Uma melhoria do modelo automático foi a hélice de velocidade constante. Este tipo ajusta automaticamente o passo da hélice de acordo com a velocidade do motor, mantendo assim uma velocidade constante do motor para uma dada seleção de controle manual. Tais hélices permitem ao piloto selecionar uma velocidade de rotação de acordo com a necessidade, máximo de potência do motor ou máxima eficiência, e um governador age como um controlador para variar o ângulo de pá da hélice afim de manter a velocidade selecionada do motor. Na maior parte das aeronaves, este sistema é hidráulico , utilizando óleo de motor. Entretanto, hélices controladas eletricamente foram desenvolvidas durante a Segunda Guerra Mundial e foram extensivamente utilizadas em aeronaves militares e recentemente renasceram no uso em aeronaves caseiras.

### Embandeiramento

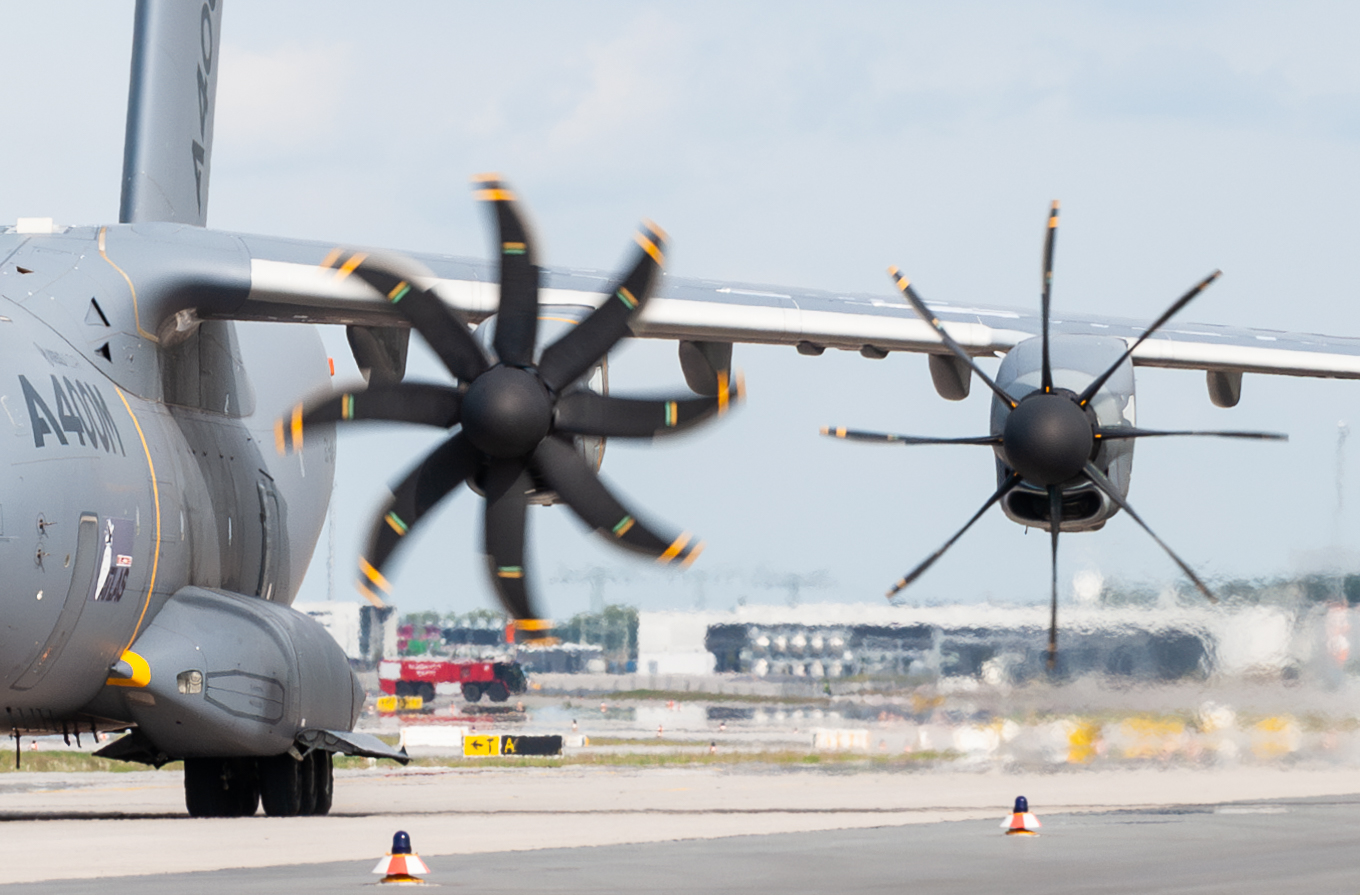
Hélice embandeirada (direita) do motor turboélice Europrop TP400 de um Airbus A400M

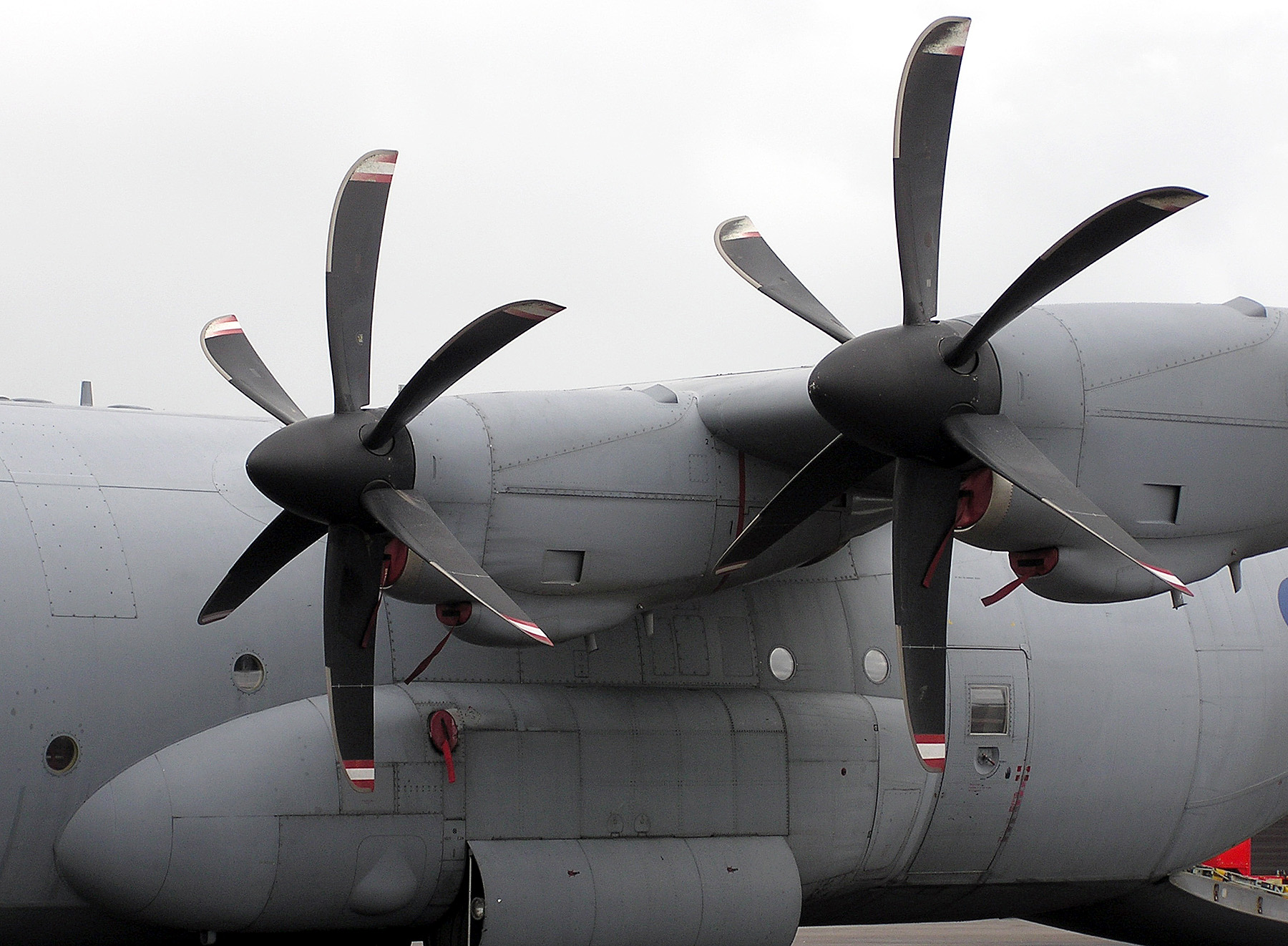
Hélices "embandeiradas" de um Hercules C.4 da RAF

Em algumas hélices de passo variável, as pás podem girar paralelamente ao fluxo de ar para reduzir o arrasto no caso de uma falha de motor. Isto é chamado embandeiramento. Em aeronaves monomotoras, seja um moto-planador ou um avião a turboélice, o efeito é de aumentar a distância de planeio. Em uma aeronave multimotora, embandeirar a hélice em um motor em pane ajuda a manter a altitude da aeronave com a força reduzida dos motores remanescentes.
A maior parte dos sistemas de embandeiramento para motores à pistão sentem uma queda na pressão de óleo e movem as pás para frente em direção ao embandeiramento, requerendo que o piloto reduza a manete da hélice para desativar os pinos de alto passo antes que o motor chegue em marcha lenta. Os sistemas de controle em motores turboélice normalmente usam um sensor de torque negativo na caixa de redução que move as pás em direção ao embandeiramento quando o motor não está mais fornecendo potência à hélice. Dependendo do modelo, o piloto pode ter de apertar um botão para sobrepor os pinos de alto passo e complete o processo de embandeiramento, ou o processo pode ser completamente automático.

### Passo reverso
Em algumas aeronaves, tal como no C-130 Hercules, o piloto pode manualmente sobrepor o mecanismo de velocidade constante para reverter o ângulo da pá, e então reverter o empuxo do motor (apesar da rotação do motor não reverter). Isto é usado para auxiliar a parada da aeronave após o pouso afim de diminuir o uso de freios e pneus, mas em alguns casos isto permite que a aeronave faça um "powerback" - isto é particularmente útil para tirar hidroaviões de portos confinados. É conhecido como passo Beta. Veja também reversor de empuxo.

## Motores contra-rotativos

Animação.

Motores contra-rotativos são usados em alguns aviões bimotores, com motores montados sobre a asa. As hélices giram em direção oposta uma em relação a outra, para balancear os efeitos de torque e de pá assimétrica. O virabrequim de cada motor é responsável por girar uma hélice para cada lado. Uma aeronave que utiliza este conceito é o Piper Seneca.
Normalmente, as hélices em ambos os motores das aeronaves bimotoras convencionais giram no sentido horário (visto por trás da aeronave). Para eliminar o problema de motor crítico, os motores giram normalmente para "dentro" da fuselagem - horário no lado esquerdo e anti-horário no motor direito - mas existem exceções, como o P-38 Lightning que girava ambas as hélices para "fora" da fuselagem e o Airbus A400M cujos motores internos e externos giram em direções opostas no mesmo lado da asa.

## Hélices contra-rotativas coaxiais
Uma hélice contra-rotativa coaxial coloca duas hélices contra-rotativas em eixos concêntricos, de forma que uma aproveita o empuxo gerado pela outra. Isto traz o benefício de ter hélices contra-rotativas em um único motor. A hélice dianteira fornece a maior parte do empuxo, enquanto a hélice traseira também recupera a energia perdida no movimento giratório do ar utilizando o ar jogado pela hélice dianteira. A contra-rotação aumenta também a habilidade de uma hélice absorver potência de um dado motor sem aumentar o diâmetro da hélice. Entretanto, o custo adicional, complexidade, peso e ruído deste sistema, raramente o torna viável e é utilizado apenas em aeronaves onde o alto desempenho é mais importante que a eficiência.

## Fan

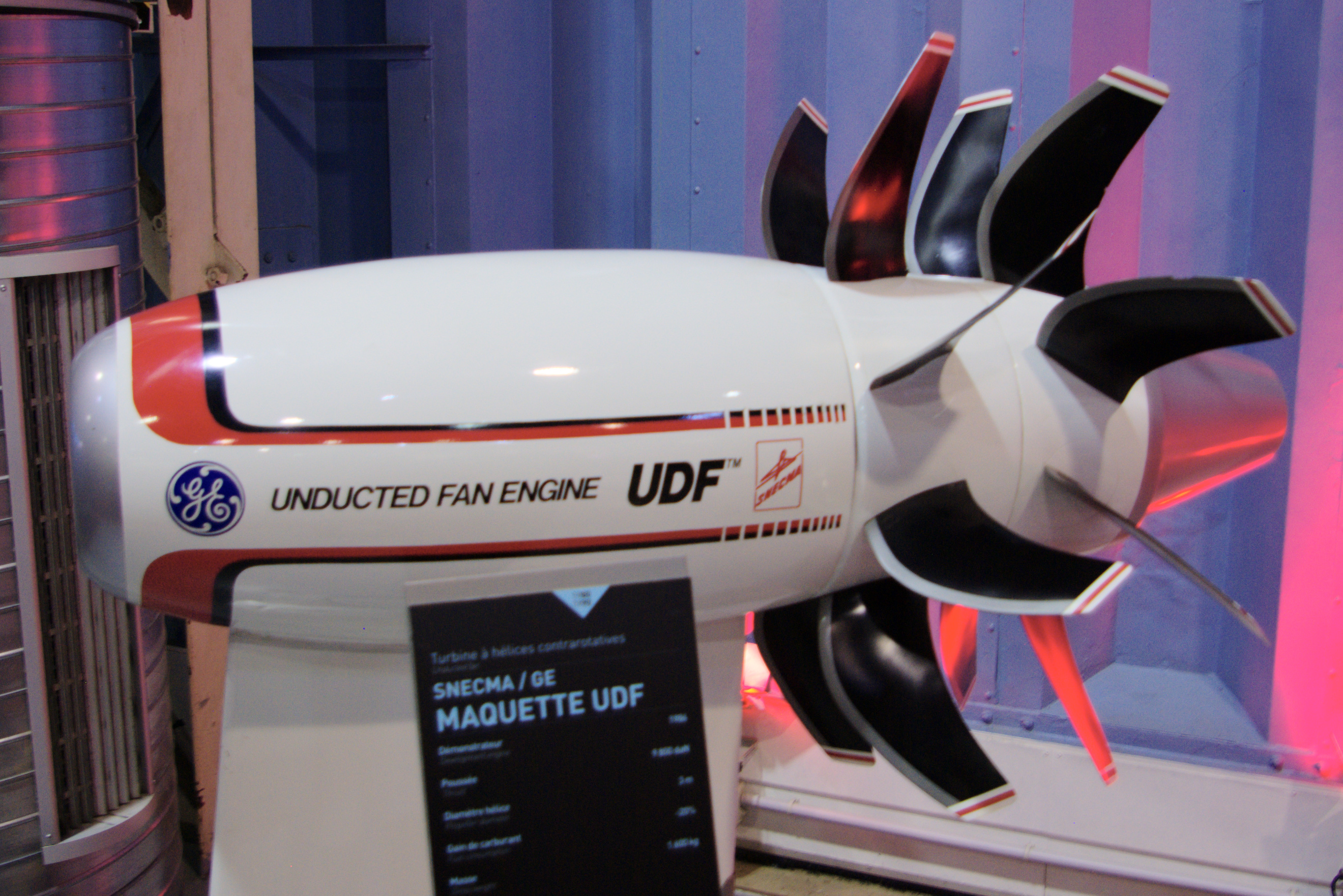
Um Propfan.

Um fan é uma hélice com um grande número de pás. Um fan produz uma grande quantia de empuxo para um dado diâmetro, mas a proximidade das pás significa que cada uma afeta o fluxo ao redor da outra. Se o fluxo é supersônico, esta interferência pode ser benéfica se o fluxo pode ser comprimido através de uma série de ondas de choque ao invés de uma. Ao colocar o fan em um duto (em inglês:  Ducted fan), padrões de fluxo específicos podem ser criados dependendo da velocidade de voo e do desempenho do motor. Com a entrada do ar no duto, sua velocidade é reduzida enquanto a pressão e temperatura aumentam. Se a aeronave está em uma alta velocidade subsônica, isto traz duas vantagens: o ar entra no fan em uma velocidade Mach inferior; e a temperatura maior aumenta a velocidade do som local. Apesar de haver uma perda na eficiência pelo fato do fan estar em uma área menor do fluxo livre e, portanto, usando menos ar, isto é balanceado pelo "ducted fan" mantendo a eficiência em altas velocidades, onde a eficiência de uma hélice convencional seria ruim. Um "ducted fan" ou uma hélice também tem certos benefícios em baixas velocidades, mas o duto precisa ter um formato diferente em relação a um utilizado em altas velocidades. Mais ar é recebido e então o fan opera em uma eficiência equivalente a uma hélice maior sem duto. O ruído também é reduzido quanto é utilizado um duto e se uma pá se soltar, o duto auxiliaria a conter o dano. Entretanto, ele adiciona peso, custo, complexidade e arrasto.